# Edinboro, Pennsylvania
Edinboro este un cartier din comitatul Erie, Pennsylvania, Statele Unite ale Americii. Face parte din Zona Statistică Metropolitană Erie. Ca sediul Universității Edinboro din Pennsylvania, este un mic oraș universitar, precum și o comunitate de stațiune. Populația era de 4.920 de locuitori la recensământul din 2020, în scădere de la 6.438 de locuitori în 2010.
Orașul este situat în regiunea centurii de zăpadă la sud de Lacul Erie.